# Avenida Professor Pinto de Aguiar
A Avenida Professor Pinto de Aguiar é uma avenida de Salvador, capital do estado da Bahia. Em aproximadamente 4 quilômetros de extensão, abriga vários empreendimentos imobiliários voltados para classe média alta que estão surgindo no local, verificando um boom nos últimos anos.
É uma via arterial, dando acesso à orla atlântica de Salvador e à Avenida Paralela.